# Santa Margarida i els Monjos
Santa Margarida i els Monjos est une commune de la province de Barcelone, en Catalogne, en Espagne, de la comarque de l'Alt Penedès.